# Diego Coscojuela
Diego Coscojuela (* 13. Juni 1985 in Saragossa) ist ein ehemaliger spanischer Eishockeyspieler, der zuletzt bis 2019 beim CH Jaca in der spanischen Superliga unter Vertrag stand.

## Karriere
Diego Coscojuela begann seine Karriere als Eishockeyspieler in der Jugend des CH Jaca, für deren erste Mannschaft er seit 2001 in der Spanischen Superliga spielte, und mit der er 2003, 2004, 2005 und 2012 Spanischer Meister wurde. 2002, 2003, 2012 und 2013 gewann er mit dem Klub den Spanischen Pokal. Nach Ende der Spielzeit 2012/13 beendete er – erst 28-jährig – vorübergehend seine aktive Laufbahn. Inder Spielzeit 2018/19 absolvierte er dann noch einmal neun Spiele für seinen Stammverein.

### International
Für Spanien nahm Coscojuela im Juniorenbereich an der Europadivision I den U18-Weltmeisterschaften 2000, den U18-Weltmeisterschaften der Division III 2001 und 2002 und der Division II 2003 sowie den U20-Junioren-Weltmeisterschaften der Division III 2001 und 2002 und der Division II 2003, 2004 und 2005 teil.
Im Seniorenbereich stand er im Aufgebot seines Landes bei den Weltmeisterschaften der Division II 2004, 2005, 2009 und 2012.

## Erfolge und Auszeichnungen
- 2002 Spanischer Pokalsieger mit dem CH Jaca
- 2003 Spanischer Meister und Pokalsieger mit dem CH Jaca
- 2004 Spanischer Meister mit dem CH Jaca
- 2005 Spanischer Meister mit dem CH Jaca
- 2012 Spanischer Meister und Pokalsieger mit dem CH Jaca
- 2013 Spanischer Pokalsieger mit dem CH Jaca

### International
- 2002 Aufstieg in die Division II bei der U18-Weltmeisterschaft der Division III
- 2002 Aufstieg in die Division II bei der U20-Weltmeisterschaft der Division III